# Jamie Foxx
Eric Marlon Bishop (n. 13 decembrie 1967), cunoscut ca Jamie Foxx, este un actor, comedian, cantautor și muzician american. A obținut Premiul Oscar pentru cel mai bun actor în anul 2005 pentru rolul Ray Charles din filmul biografic dedicat muzicianului american.

## Biografie

### Copilăria și începutul de carieră

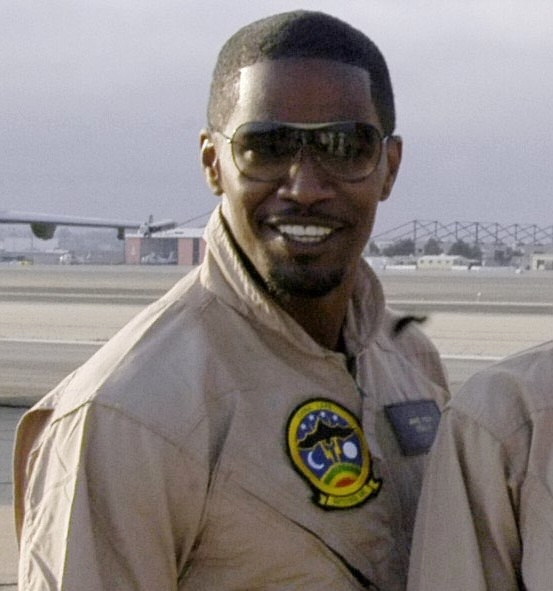
Foxx promovând Stealth în iulie 2005

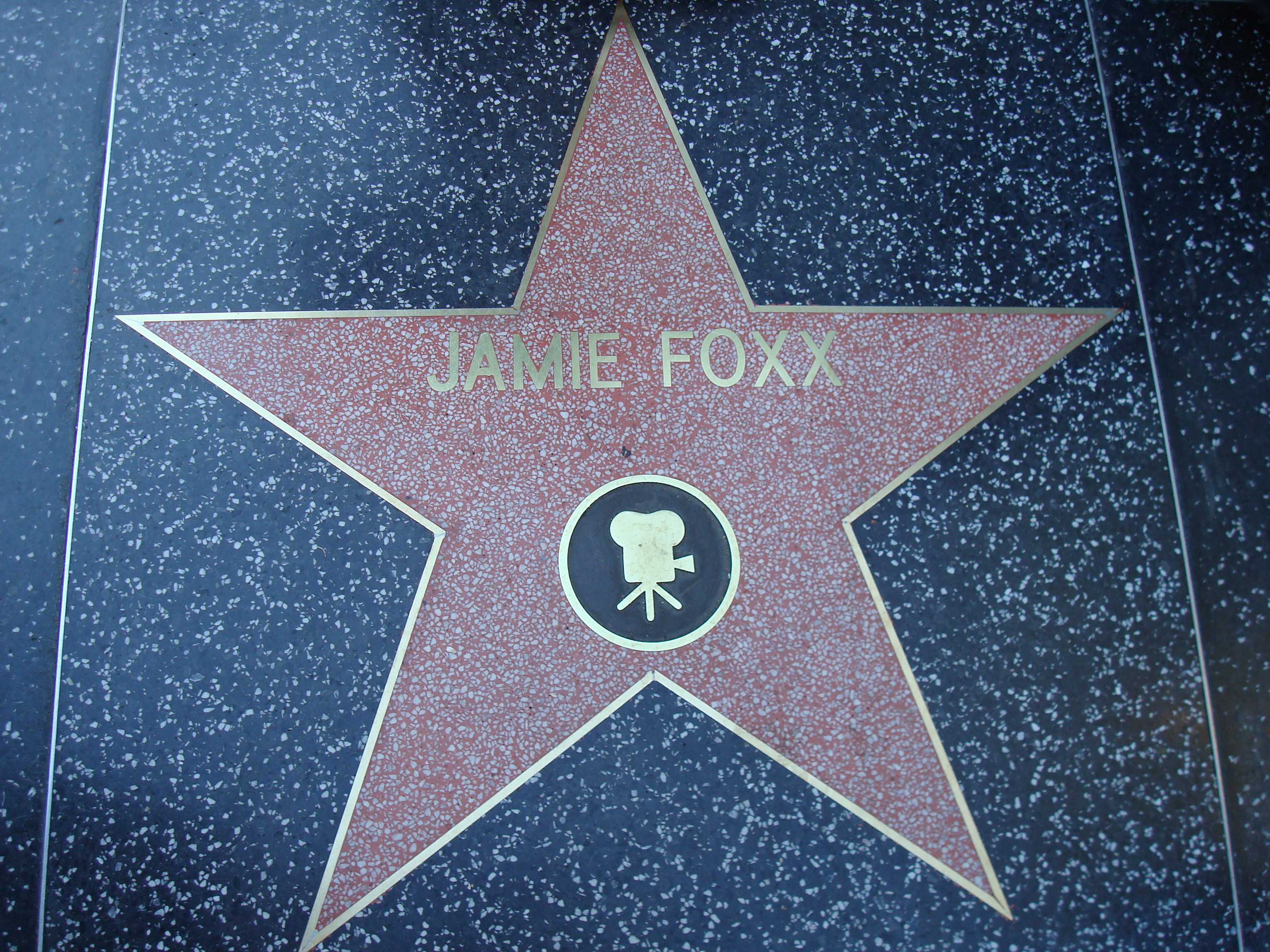
Steaua lui Foxx pe Hollywood Walk of Fame

S-a născut în Texas, fiul lui Louise Annette Talley Dixon și Darrell Bishop. A fost abandonat la doar șase luni și crescut de părinții adoptivi Estelle și Mark Talley. Pentru că a crescut într-o familie exigentă, studiul a fost pe primul plan pentru copilul și adolescentul Jamie Foxx. A început lecțiile de pian la vârsta de cinci ani, la recomandările bunicii sale. Experiența i-a servit mai târziu, în adolescență, când a lucrat chiar ca pianist, cu jumătate de normă. A jucat în liceu baschet și fotbal, iar la terminarea lui a primit o bursă Universitatea din Statele Unite, unde a studiat muzica clasică. Actorul recunoaște că o mare influență asupra sa, ca formare artistică, a avut-o bunica sa. Pentru că avea un simț al umorului foarte bine dezvoltat, la insistențele iubitei sale de atunci, a susținut mai multe spectacole de stand-up comedy. Când a realizat că femeile sunt cele mai des chemate pentru astfel de show-uri, și-a schimbat numele în Jamie Foxx. În 1991 a jucat în primul său rol, ca actor, în sitcomul In Living Color, iar în 1992 a debutat chiar în sitcomul său, The Jamie Foxx Show.

## Discografie
Albume de studio
- Peep This (1994)
- Unpredictable (2005)
- Intuition (2008)
- Best Night of My Life (2010)

## Turnee
- The Unpredictable Tour (2006)
- The Blame It Tour (2009)

## Filmografie

### Filme
| An   | Titlu                             | Rol                       | Note |
| ---- | --------------------------------- | ------------------------- | --- |
| 1992 | Toys                              | Baker                     | |
| 1996 | The Truth About Cats & Dogs       | Ed                        | |
| 1996 | The Great White Hype              | Hassan El Ruk'n           | |
| 1997 | Booty Call                        | Bunz                      | |
| 1998 | The Players Club                  | Blue                      | |
| 1999 | Held Up                           | Michael                   | |
| 1999 | Any Given Sunday                  | Willie Beamen             | Nominalizare — Black Reel Award for Best Supporting Actor Nominalizare — MTV Movie Award for Best Breakthrough Performance Nominalizare — New York Film Critics Circle Award for Best Supporting Actor |
| 2000 | Bait                              | Alvin Sanders             | |
| 2001 | Ali                               | Drew Bundini Brown        | |
| 2003 | Shade                             | Larry Jennings            | |
| 2004 | Breakin' All the Rules            | Quincy Watson             | |
| 2004 | Collateral                        | Max                       | Black Reel Award for Best Supporting Actor Nominalizare — Academy Award for Best Supporting Actor Nominalizare — BAFTA Award for Best Actor in a Supporting Role Nominalizare — Critics' Choice Movie Award for Best Supporting Actor Nominalizare — Golden Globe Award for Best Supporting Actor - Motion Picture Nominalizare — Screen Actors Guild Award for Outstanding Performance by a Male Actor in a Supporting Role Nominalizare — Online Film Critics Society Award for Best Supporting Actor Nominalizare — NAACP Image Award for Outstanding Supporting Actor in a Motion Picture Nominalizare — Dallas-Fort Worth Film Critics Association Award for Best Supporting Actor Nominalizare — Satellite Award for Best Supporting Actor - Motion Picture |
| 2004 | Ray                               | Ray Charles               | Academy Award for Best Actor BAFTA Award for Best Actor in a Leading Role Black Reel Award for Best Actor Boston Society of Film Critics Award for Best Actor Critics' Choice Movie Award for Best Actor Florida Film Critics Circle Award for Best Actor Golden Globe Award for Best Actor – Motion Picture Musical or Comedy Kansas City Film Critics Circle Award for Best Actor Las Vegas Film Critics Society Award for Best Actor London Film Critics' Circle Award for Actor of the Year NAACP Image Award for Outstanding Actor in a Motion Picture National Board of Review Award for Best Actor National Society of Film Critics Award for Best Actor Satellite Award for Best Actor – Motion Picture Musical or Comedy Screen Actors Guild Award for Outstanding Performance by a Male Actor in a Leading Role Southeastern Film Critics Association Award for Best Actor Vancouver Film Critics Circle Award for Best Actor Nominalizare — MTV Movie Award for Best Male Performance Nominalizare — Online Film Critics Society Award for Best Actor Nominalizare — Screen Actors Guild Award for Outstanding Performance by a Cast in a Motion Picture Nominalizare — Teen Choice Award for Choice Movie Actor – Drama |
| 2005 | Stealth                           | Lt. Henry Purcell         | |
| 2005 | Jarhead                           | Staff Sgt. Sykes          | |
| 2006 | Miami Vice                        | Ricardo Tubbs             | |
| 2006 | Dreamgirls                        | Curtis Taylor, Jr.        | |
| 2007 | The Kingdom                       | Ronald Fleury             | |
| 2009 | The Soloist                       | Nathaniel Ayers           | |
| 2009 | Law Abiding Citizen               | Nick Rice                 | |
| 2010 | Valentine's Day                   | Kelvin Moore              | |
| 2010 | Due Date                          | Darryl                    | |
| 2010 | I'm Still Here                    | Himself                   | |
| 2011 | Rio                               | Nico                      | Voice role |
| 2011 | Horrible Bosses                   | Dean "Motherfucker" Jones | |
| 2012 | Django Unchained                  | Django Freeman            | MTV Movie Award for Best WTF Moment (with Samuel L. Jackson) Nominalizare — Black Reel Award for Best Actor Nominalizare — MTV Movie Award for Best Performance |
| 2013 | White House Down                  | President James Sawyer    | |
| 2014 | Rio 2                             | Nico                      | Voice role |
| 2014 | The Amazing Spider-Man 2          | Max Dillon / Electro      | Nominalizare — Teen Choice Award for Choice Movie Villain Nominalizare — Kids Choice Award for Favorite Movie Actor Nominalizare — Kids Choice Award for Favorite Villain |
| 2014 | A Million Ways to Die in the West | Django Freeman            | Cameo appearance |
| 2014 | Horrible Bosses 2                 | Dean "Motherfucker" Jones | |
| 2014 | Annie                             | William Stacks            | |
| 2017 | Sleepless                         | Vincent Downs             | |
| 2017 | Baby Driver                       | Bats                      | |
| 2018 | Robin Hood                        | Little John               | Filming |

## Televiziune
| An        | Titlu                       | Rol              | Note                                                                      |
| --------- | --------------------------- | ---------------- | ------------------------------------------------------------------------- |
| 1991—1994 | In Living Color             | Various          | Main cast; Seasons 3—5; 95 de episoade                                    |
| 1992—1993 | Roc                         | Crazy George     | Seasons 2—3; 7 de episoade                                                |
| 1996      | Hangin' with Mr. Cooper     | Coach Armstrong  | "Rivals" (Season 4, Episode 17)                                           |
| 1996      | Moesha                      | Woody            | "Driving Miss Moesha" (Season 1, Episode 6)                               |
| 1996—2001 | The Jamie Foxx Show         | Jamie King       | Main role; 100 de episoade; Also creator, director and executive producer |
| 2000/2012 | Saturday Night Live         | Himself/Host     | de episoade: "Jamie Foxx/Blink-182" and "Jamie Foxx/Ne-Yo"                |
| 2001      | 2001 MTV Video Music Awards | Himself/Host     | TV special                                                                |
| 2004      | Chappelle's Show            | Black Tony Blair | Season 2, Episode 13                                                      |
| 2011      | When I Was 17               | Himself          | Season 3, Episode 50                                                      |